# Oak Bay, New Brunswick
Oak Bay är en vik i Kanada.   Den ligger i provinsen New Brunswick, i den sydöstra delen av landet, 700 km öster om huvudstaden Ottawa.
I omgivningarna runt Oak Bay växer i huvudsak blandskog. Runt Oak Bay är det ganska glesbefolkat, med 24 invånare per kvadratkilometer.